# Thomas Cook Group Airline
Die Thomas Cook Group Airline Limited war ein Luftfahrtunternehmen mit Sitz in Peterborough, Vereinigtes Königreich und ein Teil der Thomas Cook Group.
Die Unternehmensgruppe bestand aus fünf Fluggesellschaften mit Air Operator Certificate (AOC), die aus den drei Quellmärkten Deutschland mit dem Condor Flugdienst, Großbritannien mit Thomas Cook Airlines UK und den nordischen Ländern als Thomas Cook Airlines Scandinavia betrieben werden. Seit 2018 gehörte auch die Thomas Cook Airlines Balearics zur Thomas Cook Group Airline.
Die Flotte der Tochtergesellschaften der Thomas Cook Group Airline umfasste 100 Flugzeuge. Die Tochtergesellschaften beförderten 19,1 Millionen Kunden pro Jahr zu mehr als 120 Reisezielen auf der ganzen Welt. Die Thomas Cook Group Airline hatte einem Umsatz von 3,5 Milliarden Pfund und 9500 Mitarbeiter.
Infolge der Insolvenz der Thomas Cook Group am 23. September 2019 stellte die Thomas Cook Airlines UK den Betrieb ein, die anderen Gesellschaften führen den Betrieb eigenständig fort. Thomas Cook Airlines Scandinavia wurde im Oktober 2019 von einer Investorengruppe übernommen und am 31. Oktober 2019 in Sunclass Airlines umbenannt.

## Ehemalige Tochtergesellschaften und Flotte
| Tochtergesellschaften            | Boeing 767-300ER | Boeing 757-300 | Airbus A321-200 | Airbus A320-200 | Airbus 330-200 | Airbus 330-300 | Gesamt |
| -------------------------------- | ---------------- | -------------- | --------------- | --------------- | -------------- | -------------- | ------ |
| Condor Flugdienst                | 16               | 15             | 04 (+2)         | 7               | 0 (+1)         | 0              | 53     |
| Thomas Cook Aviation             | 0                | 0              | 8               | 0               | 0              | 0              | 8      |
| Thomas Cook Airlines Balearics   | 0                | 0              | 0               | 06              | 0              | 0              | 6      |
| Thomas Cook Airlines UK          | 0                | 0              | 27 (+8)         | 00 (+3)         | 7              | 0              | 45     |
| Thomas Cook Airlines Scandinavia | 0                | 0              | 08              | 0               | 1              | 03             | 12     |
| Gesamt                           | 16               | 15             | 57              | 16              | 9              | 03             | 116    |

(Stand 08/2019) – Maschinen in Klammern werden im Wetlease durch andere Airlines betrieben